# Hasrat Jafarov
Hasrat Jafarov (Goranboy, 5 ottobre 2002) è un lottatore azero, specializzato nella lotta greco-romana, vincitore della medaglia di bronzo ai Giochi olimpici di Parigi 2024, nonché di un argento e un bronzo iridati e di due ori e un bronzo europei.

## Biografia

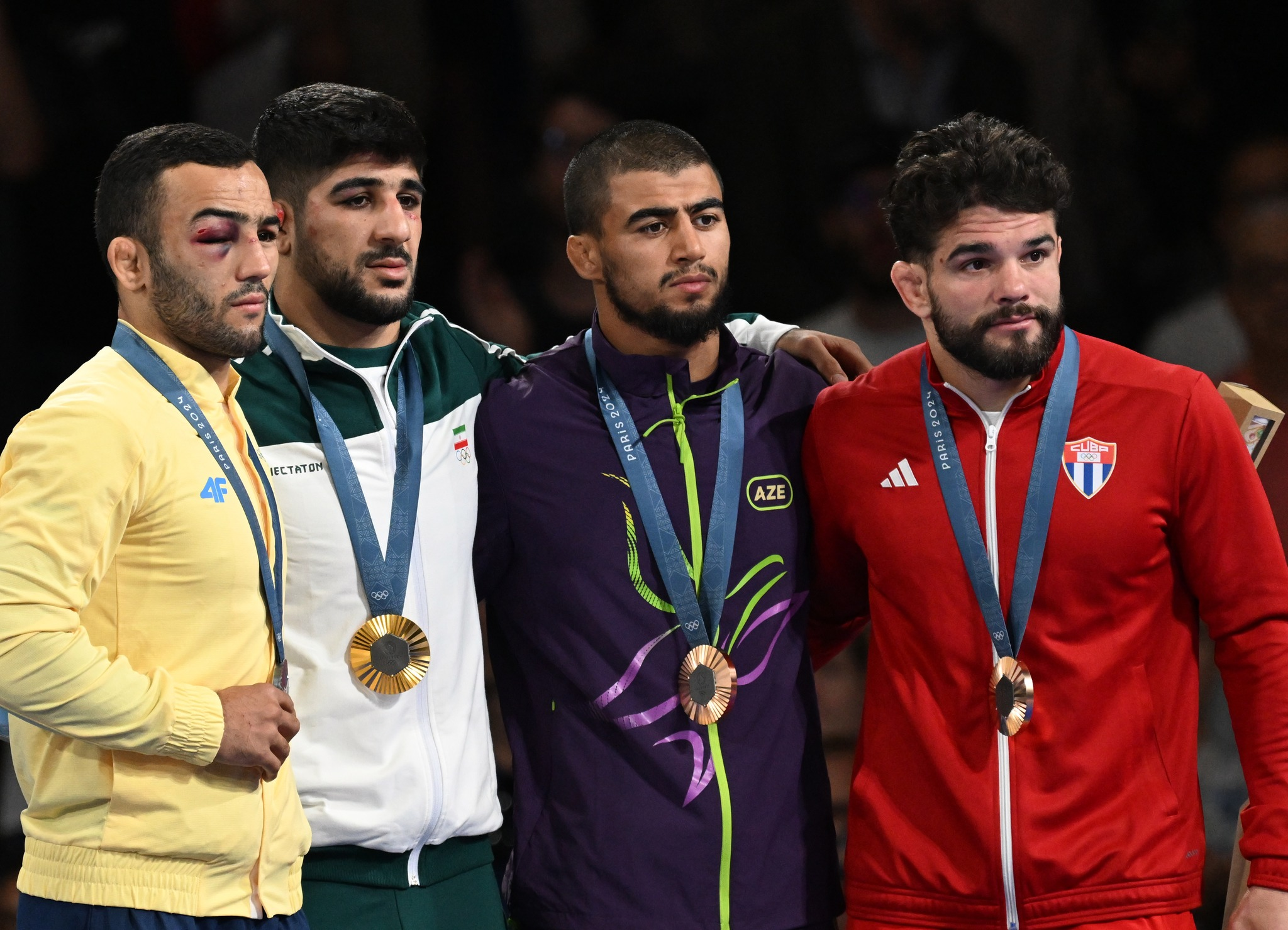
(Da sinistra) Parviz Nasibov, Hasrat Jafarov, Saeid Esmaeili e Luis Orta medagliati a

Ha fatto parte della spedizione azera al Festival olimpico estivo della gioventù europea, vincendo l'oro nel torneo dei 60 kg.
Ha partecipato ai mondiali di Osolo 2021, classificandosi quinto, dopo aver perso la finale per il bronzo contro il georgiano Ramaz Zoidze della categoria dei 67 kg.
Ha rappresentato la Azerbaigian ai Giochi olimpici estivi di Parigi 2024, dove è stato estromesso dal tabellone principale in semifinale a seguito della sconfitta contro l'ucraino Parviz Nasibov ed ha poi vinto la finale per il bronzo del torneo dei 67 kg contro il kyrghiso Amantur Ismailov. Nei tutni precedenti ha superato l'egiziano Mohamed El-Sayed agli ottavi e il moldavo Valentin Petic ai quarti.

## Palmarès
| Anno | Manifestazione                                  | Sede     | Evento | Risultato | Note |
| ---- | ----------------------------------------------- | -------- | ------ | --------- | ---- |
| 2017 | Europei cadetti                                 | Sarajevo | 42 kg  | Oro       |      |
| 2018 | Europei cadetti                                 | Skopje   | 51 kg  | Bronzo    |      |
| 2018 | Mondiali cadetti                                | Zagabria | 51 kg  | Bronzo    |      |
| 2019 | Festival olimpico estivo della gioventù europea | Baku     | 60 kg  | Oro       |      |
| 2019 | Mondiali cadetti                                | Sofia    | 60 kg  | 12º       |      |
| 2021 | Europei U23                                     | Skopje   | 63 kg  | Bronzo    |      |
| 2021 | Europei junior                                  | Dortmund | 67 kg  | Oro       |      |
| 2021 | Mondiali junior                                 | Ufa      | 67 kg  | Oro       |      |
| 2021 | Mondiali                                        | Oslo     | 67 kg  | 5º        |      |
| 2021 | Mondiali U23                                    | Belgrado | 67 kg  | Oro       |      |
| 2022 | Europei                                         | Budapest | 67 kg  | Bronzo    |      |
| 2022 | Giochi della solidarietà islamica               | Konya    | 67 kg  | Oro       |      |
| 2022 | Mondiali                                        | Belgrado | 67 kg  | Bronzo    |      |
| 2023 | Europei                                         | Zagabria | 67 kg  | Oro       |      |
| 2023 | Mondiali                                        | Belgrado | 67 kg  | Argento   |      |
| 2024 | Europei                                         | Bucarest | 67 kg  | Bronzo    |      |
| 2024 | Giochi olimpici                                 | Parigi   | 67 kg  | Bronzo    |      |